# Klapská tabule
Klapská tabule je geomorfologický okrsek v severovýchodní části Hazmburské tabule, ležící v okresech Litoměřice a Louny v Ústeckém kraji.

## Poloha a sídla

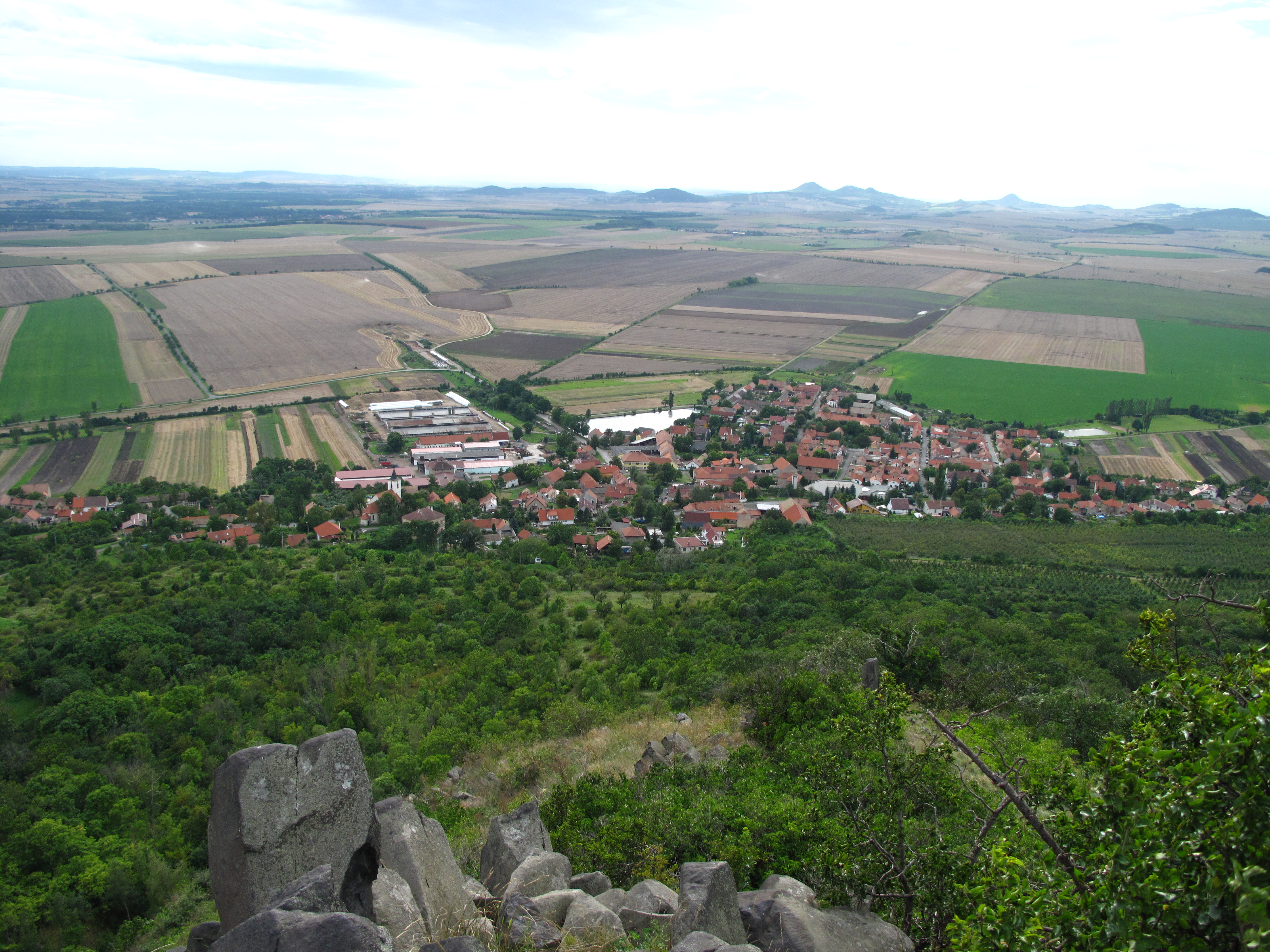
Klapská tabule a Klapý z Hazmburku, vzadu České středohoří

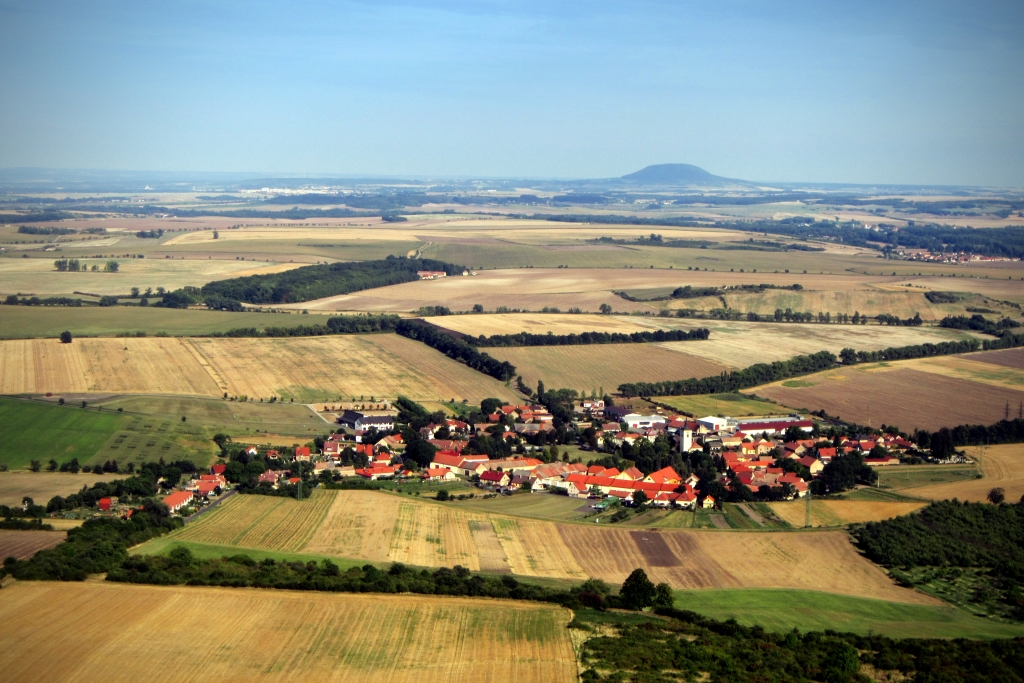
Klapská tabule a Slatina z Hazmburku, v dáli hora Říp

Území okrsku se nachází zhruba mezi sídly Lovosice a Třebenice (na severu), Brozany nad Ohří (na východě), Libochovice a Koštice (na jihu), Obora (na jihozápadě) a Libčeves (na severozápadě). Uvnitř okrsku leží jen obce, např. titulní Klapý.

## Charakter území
Okrsek zahrnuje chráněná území CHKO České středohoří (část na SZ), NPP Kamenná slunce, PP Koštice, PP Třtěnské stráně.

## Geomorfologické členění
Okrsek Klapská tabule (dle značení Jaromíra Demka VIB–1A–1) náleží do celku Dolnooharská tabule a podcelku Hazmburská tabule. Dále se člení na podokrsky Chotěšovská tabule na východě, Slatinská tabule uprostřed a Hnojnická tabule na západě.
Tabule sousedí s dalšími okrsky Dolnooharské tabule (Dolnooharská niva na jihozápadě, Oharská niva na jihovýchodě a Bohušovická rovina na severovýchodě) a s celkem České středohoří na severu a západě.

## Významné vrcholy
Nejvyšším vrcholem Klapské tabule, potažmo celé Hazmburské tabule, je Hazmburk (429 m n. m.).
- Hazmburk (429 m), Slatinská tabule
- Baba (306 m), Hnojnická tabule
- Syslík (285 m), Hnojnická tabule
- Přední vršek (279 m), Hnojnická tabule
- Rohatec (264 m), Slatinská tabule
- Jiřetín (252 m), Slatinská tabule
- Humenský vrch (246 m), Chotěšovská tabule
- Průhon (241 m), Chotěšovská tabule